# Juan Carlos Chávez
Juan Carlos Chávez (11 december 1972) is een voormalig Boliviaans voetballer, die speelde als verdediger. Hij beëindigde zijn actieve loopbaan in 1999 bij de Boliviaanse club Club Destroyers.

## Clubcarrière
Chávez begon zijn professionele loopbaan in 1990 bij Club Blooming en kwam daarnaast uit voor de Boliviaanse clubs Oriente Petrolero en The Strongest.

## Interlandcarrière
Chávez speelde in totaal acht interlands voor Bolivia in de periode 1991-1995. Onder leiding van bondscoach Ramiro Blacutt maakte hij zijn debuut op 16 juni 1991 in de vriendschappelijke uitwedstrijd tegen Paraguay (0-0), net als verdediger Modesto Soruco.